# Archilaúd

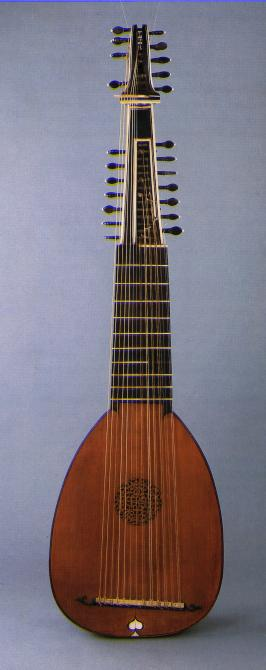
Archilaúd.

El archilaúd es un instrumento musical de cuerda pulsada que proviene del laúd, al igual que la tiorba y la cítara.

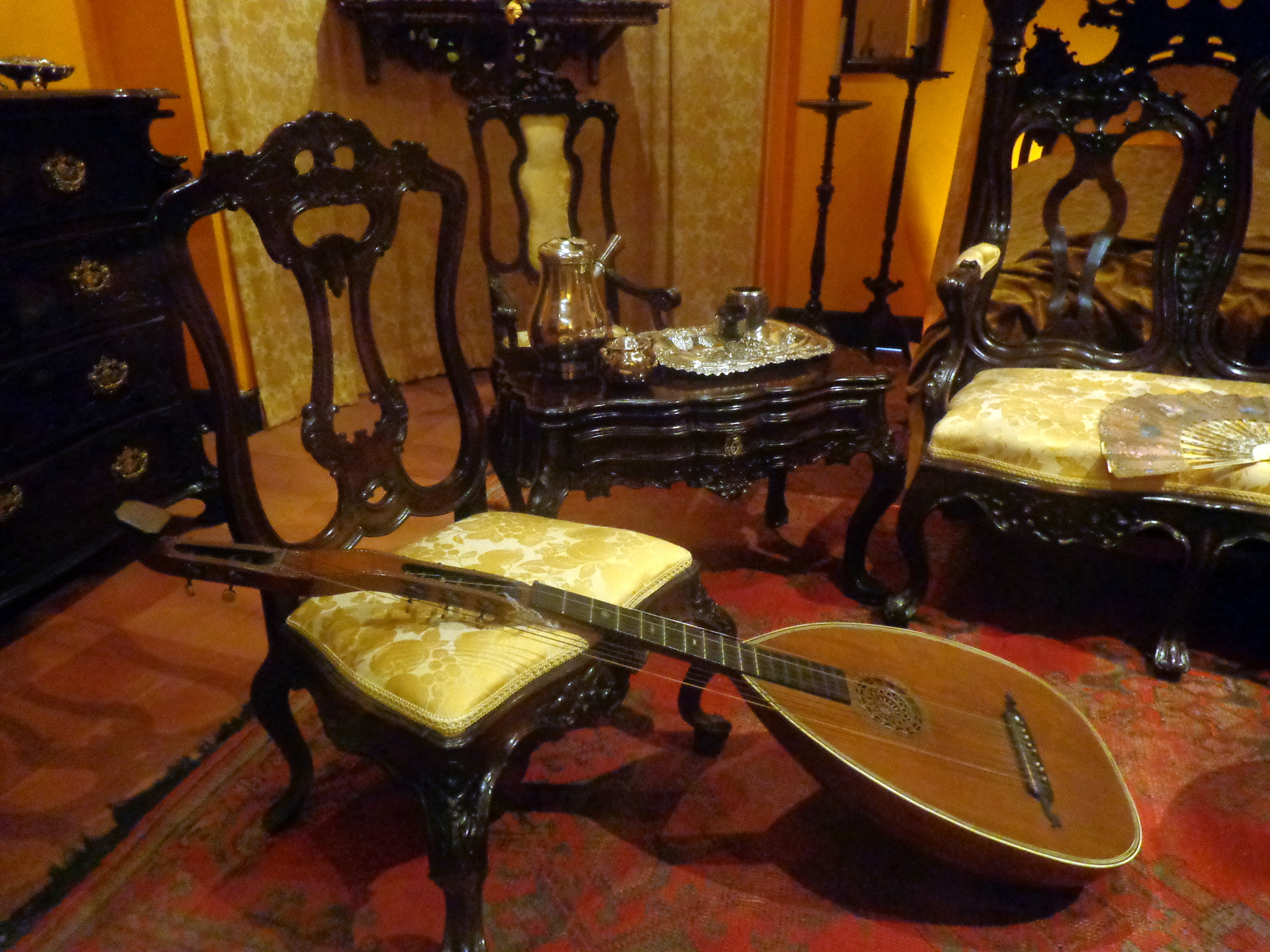
Archilaúd del siglo XIX, en el Museo Isaac Fernández Blanco.

Tuvo su origen en Italia a finales del siglo XVI y surgió de la necesidad de los intérpretes vocales de sentirse apoyados por sonidos más graves.
Consta de trece o catorce cuerdas y su estructura es parecida a la de un laúd pero con el mango o mástil más alargado para poner un segundo clavijero con el fin de poder colocar una serie de cuerdas más largas para producir sonidos graves. La afinación de éstas es fija y se adecúa a la tonalidad de la obra que se interpreta. Su aspecto es muy parecido al de la tiorba, aunque el cuerpo del archilaúd es más pequeño y las dos primeras cuerdas están afinadas como las del laúd y no una octava más baja como ocurre con la tiorba.
A lo largo del siglo XVII aumentó la preferencia por el uso de este instrumento frente al laúd e incluso a la tiorba porque mejoró el sonido con la adición de cuerdas más sonoras, en lugar de las cuerdas fijas más cortas que tuvo en un principio. El archilaúd se utilizó como instrumento solista y como acompañante realizando el bajo continuo. 
En Inglaterra se lo utilizaba como alternativa de la tiorba, a finales del siglo XVII.